# ميخائيل تاكر
ميخائيل تاكر (بالإنجليزية: Michael Tucker)‏ هو لاعب كرة قاعدة أمريكي، ولد في 25 يونيو 1971 في ساوث بوسطن في الولايات المتحدة.

## وصلات خارجية
- ميخائيل تاكر على موقع دوري كرة القاعدة الرئيسي (الإنجليزية)
- ميخائيل تاكر على موقعبيزبول رفرنس.كوم (الدوري الرئيسي) (الإنجليزية)
- ميخائيل تاكر على موقعبيزبول رفرنس.كوم (الدوري الثانوي) (الإنجليزية)
- ميخائيل تاكر على موقع إي إس بي إن.كوم (أم.أل.بي) (الإنجليزية)
- ميخائيل تاكر على موقع مشجعي الرسوم البيانية (الإنجليزية)
- ميخائيل تاكر على موقع أوليمبيديا (الإنجليزية)